# Anthony Scribe
Pour les articles homonymes, voir Scribe (homonymie).
Anthony Scribe, né le 1er janvier 1988 à Saint-Germain-en-Laye, est un footballeur français. Il évolue au poste de gardien de but au FC St André de Cubzac.

## Carrière

### En club
Scribe signe son premier contrat professionnel avec son club formateur en 2008.
Il signe en juin 2013 un contrat de trois ans avec l'AC Ajaccio.
En août 2022, après deux saisons à l'US Lège Cap-Ferret, il quitte le niveau National 3 pour s'engager avec le club de football de la ville de Saint-André-de-Cubzac engagé dans le championnat de Régional 2.

## Statistiques
| Saison                | Club                      | Championnat           | Championnat | Championnat | Coupe nationale | Coupe nationale | Coupe de la Ligue | Coupe de la Ligue | Total | Total |
| Saison                | Club                      | Division              | M.          | B.          | M.              | B.              | M.                | B.                | M.    | B.    |
| 2007-2008             | Montpellier HSC           | Ligue 2               | 1           | 0           | 0               | 0               | 0                 | 0                 | 1     | 0     |
| 2008-2009             | Croix de Savoie 74 (prêt) | National              | 3           | 0           | 1               | 0               | -                 | -                 | 4     | 0     |
| 2009-2010             | Montpellier HSC           | Ligue 1               | 0           | 0           | 0               | 0               | 0                 | 0                 | 0     | 0     |
| 2010-2011             | UJA Alfortville (prêt)    | National              | 16          | 0           | 2               | 0               | -                 | -                 | 18    | 0     |
| Sous-total            | Sous-total                | Sous-total            | 20          | 0           | 3               | 0               | 0                 | 0                 | 23    | 0     |
| 2013-2014             | AC Ajaccio                | Ligue 1               | 0           | 0           | 0               | 0               | 0                 | 0                 | 0     | 0     |
| 2014-2015             | AC Ajaccio                | Ligue 2               | 15          | 0           | 2               | 0               | 2                 | 0                 | 19    | 0     |
| 2015-2016             | AC Ajaccio                | Ligue 2               | 15          | 0           | 1               | 0               | 0                 | 0                 | 16    | 0     |
| Sous-total            | Sous-total                | Sous-total            | 30          | 0           | 3               | 0               | 2                 | 0                 | 35    | 0     |
| Total sur la carrière | Total sur la carrière     | Total sur la carrière | 50          | 0           | 6               | 0               | 2                 | 0                 | 58    | 0     |